# Pseudaulacaspis pentagona
Pseudaulacaspis pentagona är en insektsart som först beskrevs av Targioni Tozzetti 1886.  Pseudaulacaspis pentagona ingår i släktet Pseudaulacaspis och familjen pansarsköldlöss. Inga underarter finns listade i Catalogue of Life.

## Bildgalleri

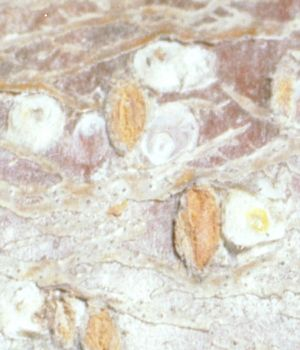